# Paljassaari (ö i Egentliga Tavastland)
Paljassaari är en ö i Finland. Den ligger i sjön Hauhonselkä och i kommunen Tavastehus i den ekonomiska regionen  Tavastehus ekonomiska region  och landskapet Egentliga Tavastland, i den södra delen av landet, 110 km norr om huvudstaden Helsingfors. Öns area är 5,2 hektar och dess största längd är 320 meter i nord-sydlig riktning.